# Mathieu Bragard
Mathieu Bragard (Verviers, 10 de març de 1895 - 19 de juliol de 1952) fou un futbolista belga de la dècades de 1910 i 1920.
El 1920 va prendre part en els Jocs Olímpics d'Anvers, on guanyà la medalla d'or en la competició de futbol. Pel que fa a clubs, defensà els colors del RCS Verviers.
Amb la selecció nacional jugà 7 partits, en els quals marcà 5 gols.